# Liste der Biografien/Schak
Liste der Biografien |
Portal Biografien |
Personensuche
# |
A |
B |
C |
D |
E |
F |
G |
H |
I |
J |
K |
L |
M |
N |
O |
P |
Q |
R |
S |
T |
U |
V |
W |
X |
Y |
Z |
?
 
Sa |
Sb |
Sc |
Sd |
Se |
Sf |
Sg |
Sh |
Si |
Sj |
Sk |
Sl |
Sm |
Sn |
So |
Sp |
Sq |
Sr |
Ss |
St |
Su |
Sv |
Sw |
Sy |
Sz
 
Sca–Sce |
Sch |
Sci–Scz
 
Scha |
Schc |
Schd |
Sche |
Schg |
Schi |
Schj |
Schk |
Schl |
Schm |
Schn |
Scho |
Schp |
Schr |
Schs |
Scht |
Schu |
Schv |
Schw |
Schy
 
Schaa |
Schab |
Schac |
Schad |
Schae |
Schaf |
Schag |
Schah |
Schai |
Schaj |
Schak |
Schal |
Scham |
Schan |
Schap |
Schaq |
Schar |
Schas |
Schat |
Schau |
Schav |
Schaw |
Schax |
Schay |
Schaz
Die Liste der Biografien führt alle Personen auf, die in der deutschsprachigen Wikipedia einen Artikel haben. Dieses ist eine Teilliste mit 22 Einträgen von Personen, deren Namen mit den Buchstaben „Schak“ beginnt.

## Schak

### Schaka
- Schakaki, Fathi (1951–1995), palästinensischer Mitbegründer der Terrororganisation „Islamischer Dschihad in Palästina“

### Schake
- Schaked, Ajelet (* 1976), israelische PolitikerinAjelet Schaked (* 1976)

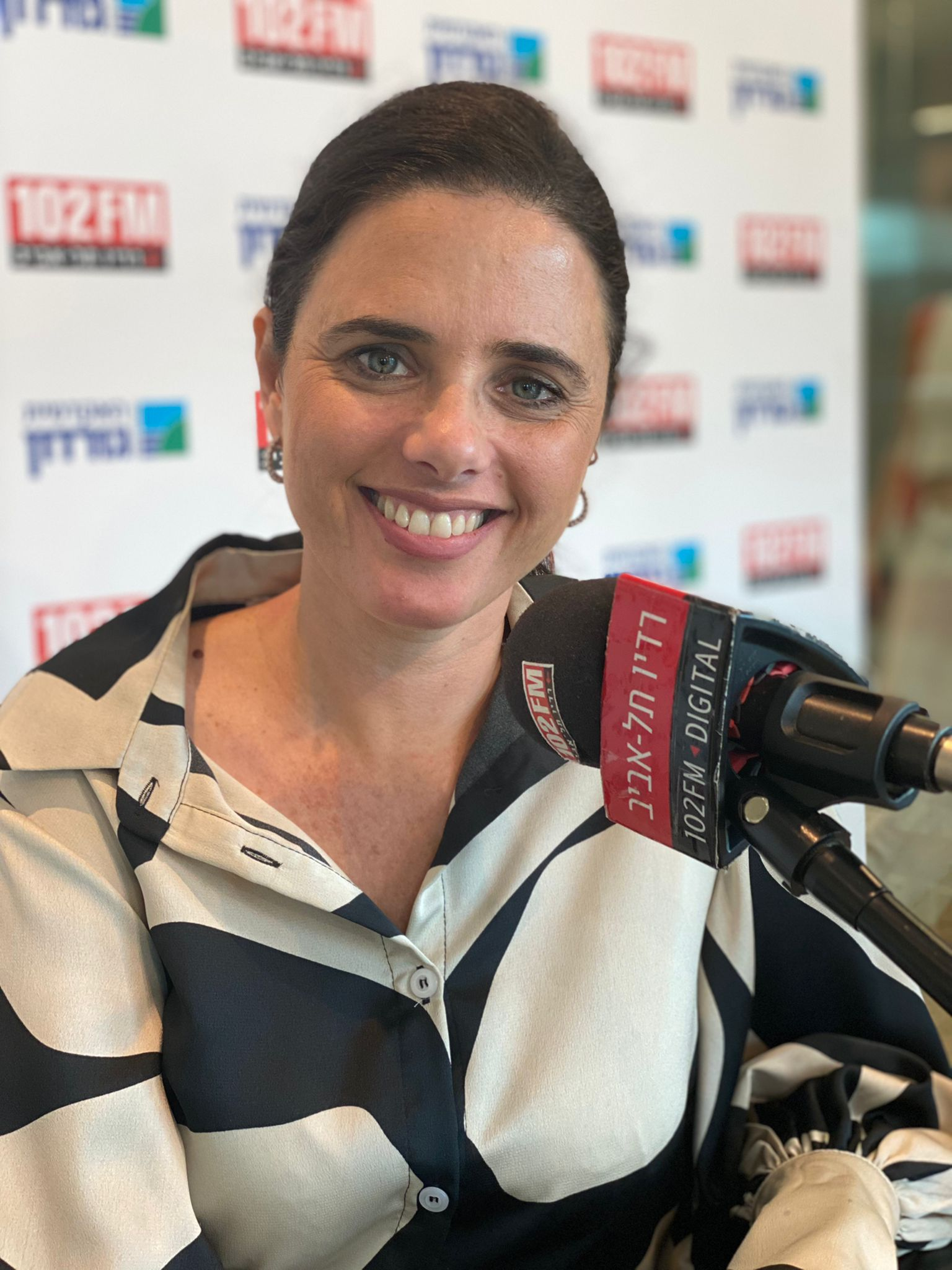
Ajelet Schaked (* 1976)

- Schaken, Gregory (* 1989), niederländischer Fußballspieler
- Schaken, Ruben (* 1982), niederländischer Fußballspieler

### Schakf
- Schakfeh, Anas (* 1943), syrisch-österreichischer Präsident der islamischen Glaubensgemeinschaft in Österreich

### Schaki
- Schaki, Awner-Chai (1926–2005), israelischer Abgeordneter und Minister
- Schäkimow, Bolat (* 1956), kasachischer Politiker
- Schäkimowa, Darigha (* 1988), kasachische Boxerin
- Schakir al-Absi (* 1955), Führer der sunnitisch-radikal-islamischen Untergrundorganisation Fatah al-Islam
- Schakir al-Fahham (1921–2008), syrischer Vorsitzender der Akademie für die Arabische Sprache zu Damaskus, Bildungsminister von Syrien
- Schakirow, Andrei (* 1960), sowjetischer Skispringer
- Schakirsjanow, Raul Nailewitsch (* 1989), russischer Skilangläufer
- Schäkischew, Muchtar (* 1963), kasachischer Geschäftsmann

### Schakk
- Schakkum, Martin Ljuzianowitsch (* 1951), russischer Politiker, Abgeordneter der Staatsduma

### Schakl
- Schakla, Sängersklavin und Konkubine

### Schako
- Schakowsky, Jan (* 1944), US-amerikanische Politikerin

### Schaku
- Schakulin, Dmitri Wiktorowitsch (* 1968), sowjetischer Basketballspieler
- Schakulowa, Sara Kassimowna (1887–1964), russische bzw. sowjetische Mathematikerin tatarischer Herkunft
- Schakura, Nikolai Iwanowitsch (* 1945), russischer Astronom und Astrophysiker
- Schakurij, Muhammaddschon (1925–2012), tadschikischer Literaturwissenschaftler
- Schakuro, Pawel Jewgenjewitsch (* 1997), russischer Fußballspieler
- Schakurow, Sergei Kajumowitsch (* 1942), russischer Schauspieler